# モルドバ共和国議会
モルドバ共和国議会（モルドバきょうわこくぎかい、ルーマニア語: Parlamentul Republicii Moldova）は、モルドバの立法府である。

## 議会構成
一院制で、大統領を選出する権限を有している。

### 任期
4年。

### 定数
101。

### 選挙
非拘束名簿式比例代表制。